# (4682) Bykov
(4682) Bykov est un astéroïde de la ceinture principale.

## Description
(4682) Bykov est un astéroïde de la ceinture principale. Il fut découvert le 27 septembre 1973 à Nauchnyj par Lioudmila Tchernykh. Il présente une orbite caractérisée par un demi-grand axe de 2,27 UA, une excentricité de 0,20 et une inclinaison de 3,8° par rapport à l'écliptique.

## Compléments